# Elektron T5L64
Elektron T5L64 ist ein fünfteiliger, durchgehend niederfluriger Straßenbahn-Gelenktriebwagen in Meterspur des Herstellers Elektrontrans aus Lwiw in der Ukraine. Es wurde nur ein Exemplar als Prototyp gebaut, das seit August 2013 mit der Wagennummer 1179 bei der Straßenbahn Lwiw eingesetzt wird. 2014 wurde der Prototyp einer dreiteiligen Variante vom Typ Elektron T3L44 mit der Nummer 1180 in Betrieb genommen. Nur dieser Typ wurde nachfolgend in Serie gebaut.
Elektron T5B64 ist die Variante des Fahrzeugtyps T5L64 für die Russische Breitspur. In den Jahren 2015 und 2016 wurden drei Einheiten für die Straßenbahn Kiew gebaut, die dort seitdem mit den Wagennummern 801 bis 803 im Einsatz sind.
Elektrontrans wurde 2011 vom ukrainischen Unternehmen Elektron als Joint Venture mit der TransTec Vetschau GmbH und der Avtotehnoproekt LLC gegründet. Produziert werden außerdem niederflurige Stadtbusse (А18501), auch als Elektrobus, sowie Oberleitungsbusse der Bauart Elektron T19.